# I razziatori (film 1955)
I razziatori (The Marauders) è un film del 1955 diretto da Gerald Mayer.
È un western statunitense ambientato nel 1875 con Dan Duryea, Jeff Richards e Keenan Wynn.

## Produzione
Il film, diretto da Gerald Mayer su una sceneggiatura di Earl Felton, Jack Leonard e Alan Marcus (autore di un romanzo poi non pubblicato), fu prodotto da Arthur M. Loew Jr. per la Metro-Goldwyn-Mayer e girato in California (tra le location Indio) dal 25 ottobre all'inizio di novembre 1954. Per interpretare il protagonista, era stato preso in considerazione dalla produzione Howard Keel, poi Brad Dexter e, per il ruolo femminile, Barbara Stanwyck.

## Distribuzione
Il film fu distribuito con il titolo The Marauders negli Stati Uniti dal 20 maggio 1955 al cinema dalla Metro-Goldwyn-Mayer.
Altre distribuzioni:
- in Svezia il 26 settembre 1955 (Marodörer)
- in Finlandia il 18 novembre 1955 (Tuhopolttajat)
- in Germania Ovest il 18 maggio 1956 (Umzingelt)
- in Austria nel giugno del 1956 (Umzingelt)
- in Brasile (Bandoleiros II)
- in Brasile (Os Rapinantes)
- in Spagna (Marauders)
- in Francia (Les maraudeurs)
- in Italia (I razziatori)

## Promozione
Tra le tagline:
- If you want ACTION...see M-G-M's "THE MARAUDERS"
- EXCITEMENT FLAMES AS "The Marauders" ATTACK!
- Under Arizona skies, a lone man, and the woman who hated him, stand together against the fury of dreaded killers!